# Contusus
Contusus – rodzaj ryb rozdymkokształtnych z rodziny rozdymkowatych.

## Klasyfikacja
Gatunki zaliczane do tego rodzaju:
- Contusus brevicaudus
- Contusus richei